# Ɔ̆
Cette page contient des caractères spéciaux ou non latins. S’ils s’affichent mal (▯, ?, etc.), consultez la page d’aide Unicode.
Ɔ̆ (minuscule : ɔ̆), appelé o ouvert brève, est un graphème utilisé dans la translittération des langues sémitiques. Il s’agit de la lettre O ouvert diacritée d'une brève.

## Utilisation
Dans la translittération des langues sémitiques, l’o ouvert brève est utilisé par certains auteurs pour translittérer ou transcrire le voyelle ɔ réduite. Par exemple, pour le ʾālep̄ ḥaṭep̄ qameṣ ‹ אֳ › est transcrit ‹ ʾɔ̆ › ou ‹ ʔɔ̆ ›. Alternativement, certains auteurs utilisent plutôt le o brève ‹ ŏ ›.

## Représentations informatiques
L’o ouvert brève peut être représenté avec les caractères Unicode décomposés suivants (latin étendu B, Alphabet phonétique international, diacritiques) :
| formes    | représentations | chaînes de caractères | points de code | descriptions                                       |
| --------- | --------------- | --------------------- | -------------- | -------------------------------------------------- |
| capitale  | Ɔ̆               | Ɔ◌̆                    | U+0186 U+0306  | lettre majuscule latine o ouvert diacritique brève |
| minuscule | ɔ̆               | ɔ◌̆                    | U+0254 U+0306  | lettre minuscule latine o ouvert diacritique brève |